# Zimnowoda (województwo wielkopolskie)

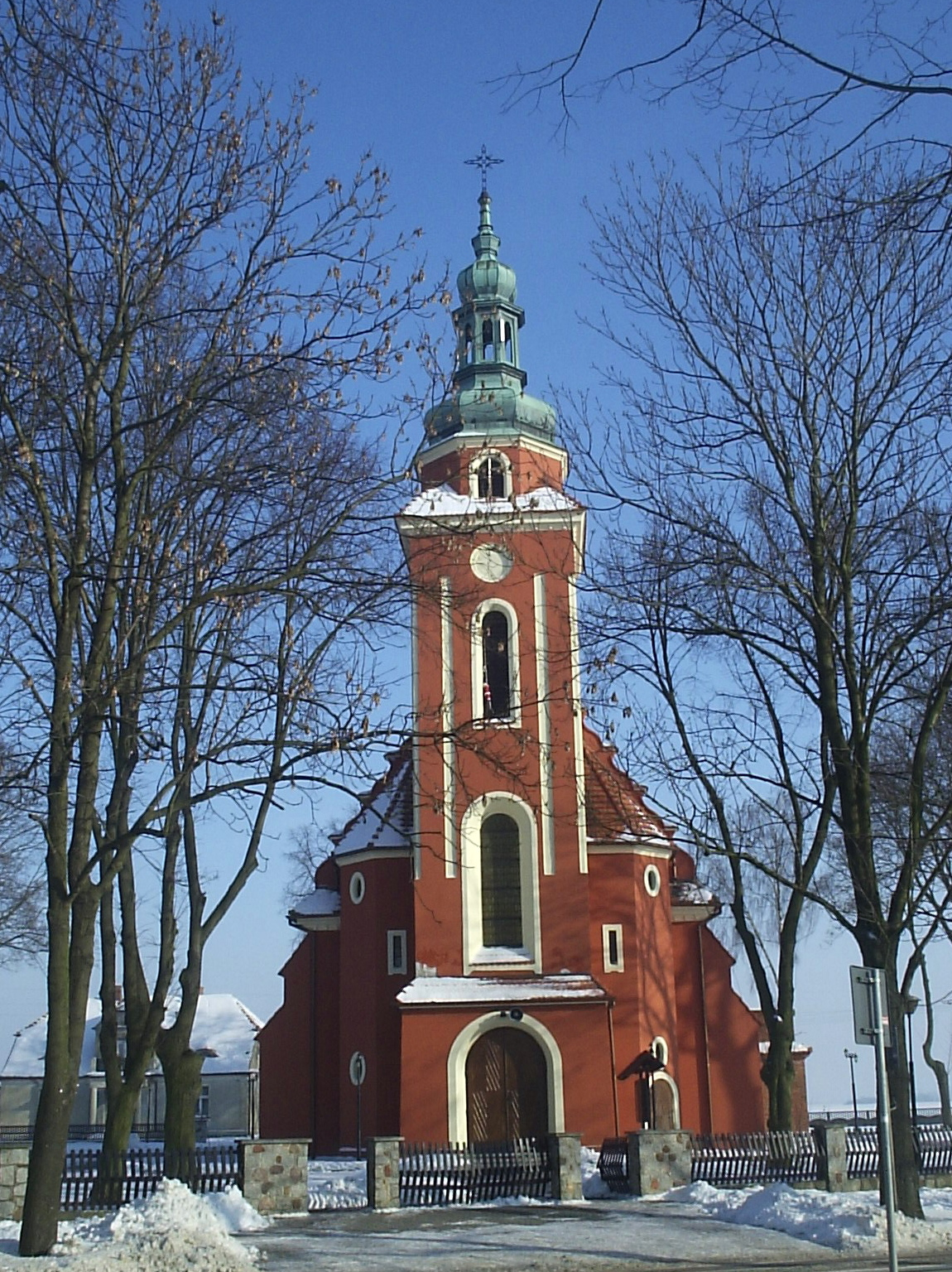
Kościół w Zimnowodzie

Zimnowoda – wieś w Polsce położona w województwie wielkopolskim, w powiecie gostyńskim, w gminie Borek Wielkopolski. Wieś jest rzadkim przykładem wsi folwarcznej, zachowujący historyczny układ przestrzenny i architektoniczny. Z dawnych czasów przetrwał tu pałac oraz kolonia mieszkalna z drugiej połowy XIX wieku, rozciągająca się wzdłuż drogi po przeciwnej stronie kompleksu folwarcznego. Zimna Woda jest sołectwem i obejmuje 16 numerów. Wraz z DPS-em populacja liczy około 209 mieszkańców.
W Zimnowodzie mieszkał m.in. ziemianin Henryk Grocholski (1896–1939).
Miejscowość jest siedzibą parafii Trójcy Świętej. W strukturze kościoła rzymskokatolickiego parafia należy do metropolii poznańskiej, archidiecezji poznańskiej, dekanatu boreckiego. 

## Historia
Historia wsi sięga czasów pierwszych Piastów. W XII wieku wieś należała do rycerza, który był członkiem drużyny książęcej. W 1388 roku stała się własnością Zimnowodzkich i występowała już wtedy jako wieś czynszowa. Na obszarze wsi był sołtys  na trzech łanach ziemi, 21 kmieci, młyn wodny, karczma, browar oraz sędzia magnackiego klucza. Od połowy XVIII do połowy XIX wieku była to własność rodziny Rychłowskich. W okresie Wielkiego Księstwa Poznańskiego (1815-1848) miejscowość wzmiankowana jako Zimna woda należała do wsi większych w ówczesnym pruskim powiecie Krotoszyn w rejencji poznańskiej. Zimna woda należała do okręgu borkowskiego tego powiatu i stanowiła odrębny majątek, którego właścicielem był wówczas Hieronim Rychłowski. Według spisu urzędowego z 1837 roku wieś liczyła 238 mieszkańców, którzy zamieszkiwali 24 dymy (domostwa). Dwór właściciela mieścił się w Zimnowodzie, a do majątku należał prawie cały prawy brzeg Pogony, aż po miasto Zdzież. Chłopi zostali uwłaszczeni w roku 1842. W okresie międzywojennym właściciel folwarku musiał przeprowadzić częściową parcelację, co spowodowało powstanie ośmiu chłopskich gospodarstw w samej Zimnowodzie. Po II wojnie światowej folwark został znacjonalizowany, a na jego miejscu powstało Państwowy Gospodarstwo Rolne. W latach 1975–1998 miejscowość należała administracyjnie do województwa leszczyńskiego. 

## Pałac w Zimnowodzie
Tutejszy pałac powstał w 1864 roku w stylu neorenesansu francuskiego według projektu Stanisława Hebanowskiego. Pałac to dwupiętrowa budowla, ozdobiona licznymi detalicznymi elementami. W bezpośrednim sąsiedztwie rozciąga się park o obszarze 13 hektarów, w którym są  dwa stawy.
W 1872 roku nieruchomość została nabyta przez Mieczysława Kwileckiego. W tym samym roku przeszła ona w posiadanie Teodora Mycielskiego. Rodzina Mycielskich była właścicielem do 1932 roku, kiedy to posiadłość została zakupiona przez hrabiego Henryka Grocholskiego. Tragicznie zginął on 21 października 1939 roku, rozstrzelany przez okupantów niemieckich na rynku w Gostyniu. Hrabia Grocholski był ostatnim osobą, która posiadała ten majątek. Obecnie pałac pełni funkcję domu pomocy społecznej.

## Szkoła
W 1842 roku wieś otrzymała swoją pierwszą szkołę, która była następnie rozbudowywana w 1890 roku oraz na początku XX wieku, kiedy to powstały dwie nowe klasy. W 2001 roku oddano do użytku nową szkołę z pełnym wyposażeniem.